# Nadieżda Arska
Nadieżda Aleksandrowna Arska z d. Iwanowa (ros. Надежда Александровна Арская z d. Иванова, ur. 8 września 1945 w Moskwie) – rosyjska florecistka reprezentująca ZSRR, złota medalistka mistrzostw świata.
Podczas mistrzostw świata w Wiedniu w 1971 roku reprezentacja ZSRR w składzie: Galina Gorochowa, Jelena Nowikowa-Biełowa, Aleksandra Zabielina, Swietłana Czirkowa i Nadieżda Iwanowa zdobyła złoty medal w turnieju drużynowym. Był to jedyny medal Arskiej wywalczony w zawodach tego cyklu.
Nigdy nie wzięła udziału w igrzyskach olimpijskich.
W 1979 roku została dyrektorem klubu Dynamo Moskwa. Była też członkinią komitetu wykonawczego Rosyjskiej Federacji Szermierczej.